# Donald Duck (série)
Pour la filmographie complète de Donald Duck, voir Filmographie de Donald Duck. Pour le personnage, voir Donald Duck.

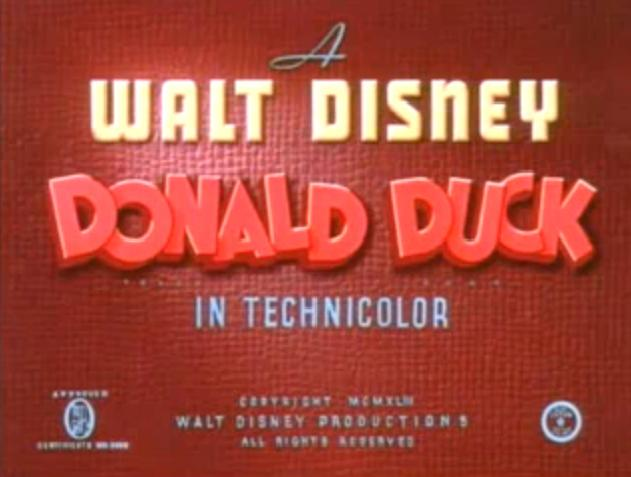
Carte de titre du début du dessin animé Donald Duck

Cette liste présente la série de courts métrages d'animation ayant pour héros le personnage de Donald Duck, débutée en 1937 ainsi que  la série Donald et Dingo (6 courts métrages entre 1938 et 1947).

## SérieDonald

### Années 1930

#### 1937
- Don Donald (idem). Premier court-métrage de la série Donald Duck. Première apparition de Donna Duck.
- Inventions modernes (Modern Inventions).
- L'Autruche de Donald (Donald's Ostrich).

#### 1938
- Le Sang-froid de Donald (Self Control).
- L'Ange gardien de Donald (Donald's Better Self).
- Les Neveux de Donald (Donald's Nephews). Première apparition au cinéma de Riri, Fifi et Loulou.
- Bons Scouts (Good Scouts). Avec Riri, Fifi et Loulou.
- Donald joue au golf (Donald's Golf Game). Avec Riri, Fifi et Loulou.

#### 1939
- Donald le chanceux (Donald's Lucky Day).
- Champion de hockey (The Hockey Champ). Avec Riri, Fifi et Loulou.
- Le Cousin de Donald (Donald's Cousin Gus). Première apparition de Gus Glouton.
- Pique-nique sur la plage (Beach Picnic). Avec Pluto.
- Scouts marins (Sea Scouts). Avec Riri, Fifi et Loulou.
- Le Pingouin de Donald (Donald's Penguin).
- Chasseur d'autographes (The Autograph Hound). Avec les caricatures des stars de l'époque: Greta Garbo, Clark Gable, Mickey Rooney, Shirley Temple, etc.
- Agent Canard (Officer Duck). Avec Pat Hibulaire.

### Années 1940

#### 1940
- Donald le riveur (The Riveter). Avec Pat Hibulaire.
- La Blanchisserie de Donald (Donald's Dog Laundry). Avec Pluto.
- L'Entreprenant M. Duck (Mr. Duck Steps Out). Avec Riri, Fifi, Loulou et Daisy, qui acquiert son prénom définitif.
- Donald a des ennuis (Put-Put Troubles). Avec Pluto.
- Donald fait du camping (Donald's Vacation).
- Nettoyeurs de carreaux (Window Cleaners). Avec Pluto.
- Donald capitaine des pompiers (Fire Chief). Avec Riri, Fifi et Loulou.

#### 1941
- Donald bûcheron (Timber). Avec Pat Hibulaire.
- La Poule aux œufs d'or (Golden Eggs).
- Donald à la kermesse (A Good Time for a Dime). Apparition de Daisy.
- Bonne nuit Donald (Early to Bed).
- Donald garde-champêtre (Truant Officer Donald). Avec Riri, Fifi et Loulou.
- Donald fermier (Old MacDonald Duck). Court-métrage également visible au sein du long-métrage, Le Dragon récalcitrant (The Reluctant Dragon)
- Donald photographe (Donald's Camera).
- Donald cuistot (Chef Donald).

#### 1942
- (Donald's Decision)
- Donald forgeron (The Village Smithy)
- Donald bagarreur (Donald's Snow Fight). Avec Riri, Fifi et Loulou.
- Donald à l'armée (Donald Gets Drafted). Avec Pat Hibulaire.
- Le Jardin de Donald (Donald's Garden)
- La Mine d'or de Donald (Donald's Gold Mine)
- Donald se camoufle (The Vanishing Private). Avec Pat Hibulaire.
- Donald parachutiste (Sky Trooper). Avec Pat Hibulaire.
- Donald groom d'hôtel (Bellboy Donald). Avec Pat Hibulaire.

#### 1943
- Der Fuehrer's Face. Ce seul court-métrage n'a jamais été doublé en France
- Donald crève (Donald's Tire Trouble)
- La Machine volante (The Flying Jalopy)
- Gauche... Droite (Fall Out, Fall In)
- Facéties militaires (The Old Army Game). Avec Pat Hibulaire.
- À l'attaque (Home Defense). Avec Riri, Fifi et Loulou.

#### 1944
- Donald joue du trombone (Trombone Trouble). Avec Pat Hibulaire.
- Donald et le Gorille (Donald Duck and the Gorilla). Avec Riri, Fifi et Loulou.
- L'Œuf du condor géant (Contrary Condor)
- Mission Canard (Commando Duck)
- Inventions nouvelles (The Plastics Inventor)
- Donald est de sortie (Donald's Off Day). Avec Riri, Fifi et Loulou.

#### 1945
- Donald emballeur (The Clock Watcher)
- Donald et le Fakir (The Eyes Have It)
- Le crime ne paie pas (Donald's Crime). Avec Riri, Fifi, Loulou et Daisy.
- Imagination débordante (Duck Pimples)
- Donald a sa crise (Cured Duck). Avec Daisy.
- Le Vieux Séquoia (Old Sequoia)

#### 1946
- Donald et son double (Donald's Double Trouble). Avec Daisy.
- Peinture fraîche (Wet Paint)
- Donald dans le Grand Nord (Dumb Bell of the Yukon)
- Donald gardien de phare (Lighthouse Keeping)

#### 1947
- Tireurs d'élite (Straight Shooters). Avec Riri, Fifi et Loulou.
- Dodo Donald (Sleepy Time Donald). Avec Daisy.
- Le Clown de la jungle (Clown of the Jungle)
- Le Dilemme de Donald (Donald's Dilemma). Avec Daisy.
- Pépé le grillon (Bootle Beetle)
- Donald et les Grands Espaces (Wide Open Spaces)
- Donald chez les écureuils (Chip an' Dale). Première confrontation avec Tic et Tac qui acquièrent leur nom définitif.

#### 1948
- Les Tracas de Donald (Drip Dippy Donald)
- Papa Canard (Daddy Duck). Avec Joey.
- Voix de rêve (Donald's Dream Voice)
- Le Procès de Donald (The Trial of Donald Duck)
- Donald décorateur (Inferior Decorator). Avec Spike.
- À la soupe ! (Soup's On). Avec Riri, Fifi et Loulou.
- Le petit déjeuner est servi (Three for Breakfast). Avec Tic et Tac.
- Donald et les Fourmis (Tea for Two Hundred)

#### 1949
- Donald forestier (Winter Storage). Avec Tic et Tac.
- Donald fait son beurre (All in a Nutshell). Avec Tic et Tac.
- Donald et son arbre de Noël (Toy Tinkers). Avec Tic et Tac.
- Pile ou Farces (Donald's Happy Birthday). Avec Riri, Fifi et Loulou. Ce court-métrage a été censuré pendant un certain temps aux États-Unis car on y voyait les canetons fumer le cigare.
- Donald marin (Sea Salts)
- Le Miel de Donald (Honey Harvester). Avec Spike.
- Jardin paradisiaque (The Greener Yard)
- (Slide, Donald, Slide)

### Années 1950

#### 1950
- Attention au lion (Lion Around). Avec Riri Fifi Loulou et Louis le lion.
- La Roulotte de Donald (Trailer Horn). Avec Tic et Tac.
- Donald amoureux (Crazy Over Daisy). Avec Daisy, Tic et Tac.
- Donald blagueur (Out on a Limb). Avec Tic et Tac.
- Donald pêcheur (Hook, Lion and Sinker). Avec Louis le lion.
- Donald à la plage (Bee at the Beach). Avec Spike.

#### 1951
- Une partie de pop-corn (Corn Chips). Avec Tic et Tac.
- Donald pilote d'essai (Test Pilot Donald). Avec Tic et Tac.
- Bon pour le modèle réduit (Out of Scale). Avec Tic et Tac.
- Donald au ranch (Dude Duck)
- Donald gagne le gros lot (Lucky Number). Avec Riri, Fifi et Loulou.
- Donald et la Sentinelle (Bee on Guard). Avec Spike.

#### 1952
- Le Verger de Donald (Donald Applecore). Avec Tic et Tac.
- Restons ensemble (Let's Stick Together). Avec Spike.
- (Uncle Donald's Ants)
- Donald et la Sorcière (Trick or Treat). Avec Riri, Fifi et Loulou.

#### 1953
- La Fontaine de jouvence de Donald (Don's Fountain of Youth)
- Le Nouveau Voisin (The New Neighbor)
- La Chasse à l'ours (Rugged Bear)
- Les Cacahuètes de Donald (Working for Peanuts). Avec Tic et Tac.
- Donald pugiliste (Canvas Back Duck)

#### 1954
- Donald et les Pygmées cannibales (Spare the Rod)
- L'Agenda de Donald (Donald's Diary)
- Le Dragon mécanique (Dragon Around). Avec Tic et Tac.
- Donald visite le parc de Brownstone (Grin and Bear it)
- Donald et l'Écureuil volant (The Flying Squirrel)
- Donald visite le Grand Canyon (Grand Canyonscope)

#### 1955
- Chasse gardée (No Hunting)
- Un sommeil d'ours (Bearly Asleep) avec Nicomède
- Donald et les Abeilles (Beezy Bear)
- Donald flotteur de bois (Up a Tree). Avec Tic et Tac.

#### 1956
- Ohé Donald (Chips Ahoy). Avec Tic et Tac.
- Les Accidents ménagers (How to Have an Accident in the Home)

#### 1959
- Un accident est vite arrivé (How to Have an Accident at Work)

### Années 1960

#### 1961
- Donald et la Roue (Donald and the Wheel)
- Donald et l'Écologie (The Litterbug)

## SérieDonald et Dingo
- 1938 : Trappeurs arctiques (Polar Trappers)
- 1938 : La Chasse au renard (The Fox Hunt). Apparitions de Mickey, Minnie, Horace, Clarabelle et Clara Cluck.
- 1940 : Colleurs d'affiches (Billposters). Donald et Dingo chantent Sifflez en travaillant de Blanche-Neige et les Sept Nains (1937).
- 1945 : Donald et Dingo marins (No Sail)
- 1946 : Donald, ramenez-le vivant (Frank Duck Brings 'em Back Alive)
- 1947 : Déboires sans boire (Crazy with the Heat). Dernier film de  la série Donald et Dingo.